# Tongzhi (termo)
Tongzhi (同志, tóngzhì) é um termo que literalmente significa que "mesmo faz" ou "o mesmo objetivo" em chinês. Idiomaticamente, significa "o camarada". Essa palavra empreendeu várias significações em vários contextos desde o século XX. O termo foi introduzido no chinês moderno por Sun Yat-sen como um modo de descrever os seus seguidores. Depois do estabelecimento da República Popular da China, o "tongzhi" foi usado para significar "o camarada" no sentido Comunista. Foi usado para dirigir quase todo o mundo, o homem e a mulher, jovem e velho. Nos últimos anos, contudo, esta significação do termo caiu fora do uso comum, exceto dentro do discurso do Partido Comunista e entre as pessoa das gerações mais velhas.
Permanece no uso em um contexto formal entre partidos políticos tanto na terra mãe China como em Taiwan. No Partido Comunista da China, a classificação de uma pessoa como "um camarada" é especialmente significante para uma pessoa que foi denunciada ou degradada, porque ele indica que o partido não rejeitou completamente a pessoa como "um dos seus próprios". Em Taiwan, também permanece no uso formal na política de partido.

## Contexto LGBT
Desde os anos 1990, o termo é, contudo, usando cada vez mais para referir-se as minorias sexuais na Grande China, incluindo lésbica, gay, bissexual e transgênero. Este uso do termo foi primeiro adotado na inauguração do Festival de Filme Lésbico e Gay em Hong Kong em 1989, com o objetivo de apresentar que as relações do mesmo sexo são positivas e sugere solidariedade com as pessoas LGBT, também fornecendo um termo indígena para capturar a experiência chinesa do amor do mesmo sexo.
Embora ele inicialmente mencionasse a gay e lésbica, o "tongzhi" é atualmente usado para referir-se a todas as minorias sexuais, inclusive comunidades de transexuais e BDSM. De fato, segundo Chou Wah-Shan, o "tongzhi" é um termo muito fluido que pode referir-se a toda pessoa que se opõem ou sai da heteronormatividade. Ele vê "tongzhi" como significando "políticas além da dualidade homo-hetero" e "integração do sexual no social".
É preferido por comunidades LGBT sobre o termo "tóngxìnglìan" (同性戀), a palavra formal do homossexualismo, que é visto como sendo muito clínico e tendo conotações patológicas. O uso do "tongzhi" sobre "tongxinglian" rudemente paralela a substituição de "homossexual" com "gay" no discurso Ocidental. Nos últimos anos, os termos Ocidentais como "gay" e "LGBT" também são cada vez mais usados dentro da China maior, em particular em Taiwan.